# Corinna Harrerová
Corinna Harrerová (* 19. ledna 1991 Řezno, Bavorsko) je německá atletka, běžkyně, která se specializuje především na střední tratě.

## Sportovní kariéra
První cenný úspěch na mezinárodní scéně zaznamenala v roce 2008 na juniorském mistrovství Evropy v srbském Novém Sadu, kde získala stříbrnou medaili v běhu na 800 metrů. O rok později na MS juniorů v kanadském Monctonu doběhla ve finále závodu na 800 metrů na 6. místě. V roce 2011 vybojovala na evropském šampionátu do 23 let v Ostravě bronzovou medaili v běhu na 1500 metrů. Na vítězku závodu, Jelenu Aržakovovou z Ruska v cíli ztratila necelou sekundu. V prosinci téhož roku vybojovala na Mistrovství Evropy v krosu ve slovinském Velenje bronzovou medaili v závodě na 6,07 km v kategorii do 22 let.
Na Mistrovství Evropy v atletice 2012 v Helsinkách postoupila do finále běhu na 1500 metrů, kde skončila devátá. Na Letních olympijských hrách v Londýně se probojovala z úvodního rozběhu do semifinále. V něm obsadila časem 4:05,70 celkové 17. místo, což k postupu do finále nestačilo. Na halovém ME 2013 v Göteborgu získala stříbrnou medaili v běhu na 3000 metrů. Ve finále nestačila pouze na Portugalku Saru Moreirovou, jež byla v cíli o rovné dvě sekundy rychleji a jako jediná se dostala pod hranici devíti minut. Bronz získala Fionnuala Brittonová z Irska, která trať zaběhla v čase 9:00,54.